# Гримич Марина Віллівна
Мари́на Ві́ллівна Гри́мич (нар. 4 квітня 1961, Київ) — українська письменниця, доктор історичних наук, кандидат філологічних наук, директорка видавництва «Дуліби», продюсерка літературного проєкту Люба Клименко. Член Спілки письменників України, член ПЕН клубу, член Національної спілки краєзнавців України.

## Біографія
Народилася 4 квітня 1961 р. в м. Києві. Батько — Гримич Віль Григорович, мати —зав. кафедри КНУ імені Тараса Шевченка Гримич Галина Михайлівна.
- В 1983 році закінчила слов'янське відділення філологічного факультету Київського державного університету імені Т. Г. Шевченка.
- В 1990 році захистила кандидатську дисертацію в Інституті мистецтвознавства, фольклору та етнографії ім. М. Т. Рильського АН УРСР.
- 1991—1995 рр. Вчений секретар, заступник директора Міжнародної школи україністики НАН України.
- В 1996—2006 рр. доцент, професор історичного факультету Київського національного університету імені Тараса Шевченка,
- 2001—2006 рр. — завідувач кафедри етнології та краєзнавства історичного факультету Київського національного університету імені Тараса Шевченка.
- У 2004 році захистила докторську дисертацію, у 2005 р. здобула звання професора.
- 2007—2010 рр. — дослідник, професор університету Альберти (Едмонтон, Канада) факультету Сучасних мов та культурознавчих студій.
- 2010—2016 рр. — завідувач відділу, провідний науковий співробітник Науково-дослідного інституту українознавства МОН України.

Чоловік — Осташ Ігор Іванович, народний депутат України (1996—2006), Надзвичайний і Повноважний Посол України в Канаді (2006—2011). Надзвичайний і Повноважний Посол України в Ліванській республіці (2016 —), дочка Наталія та син Данило.

## Художня творчість та перекладацька діяльність

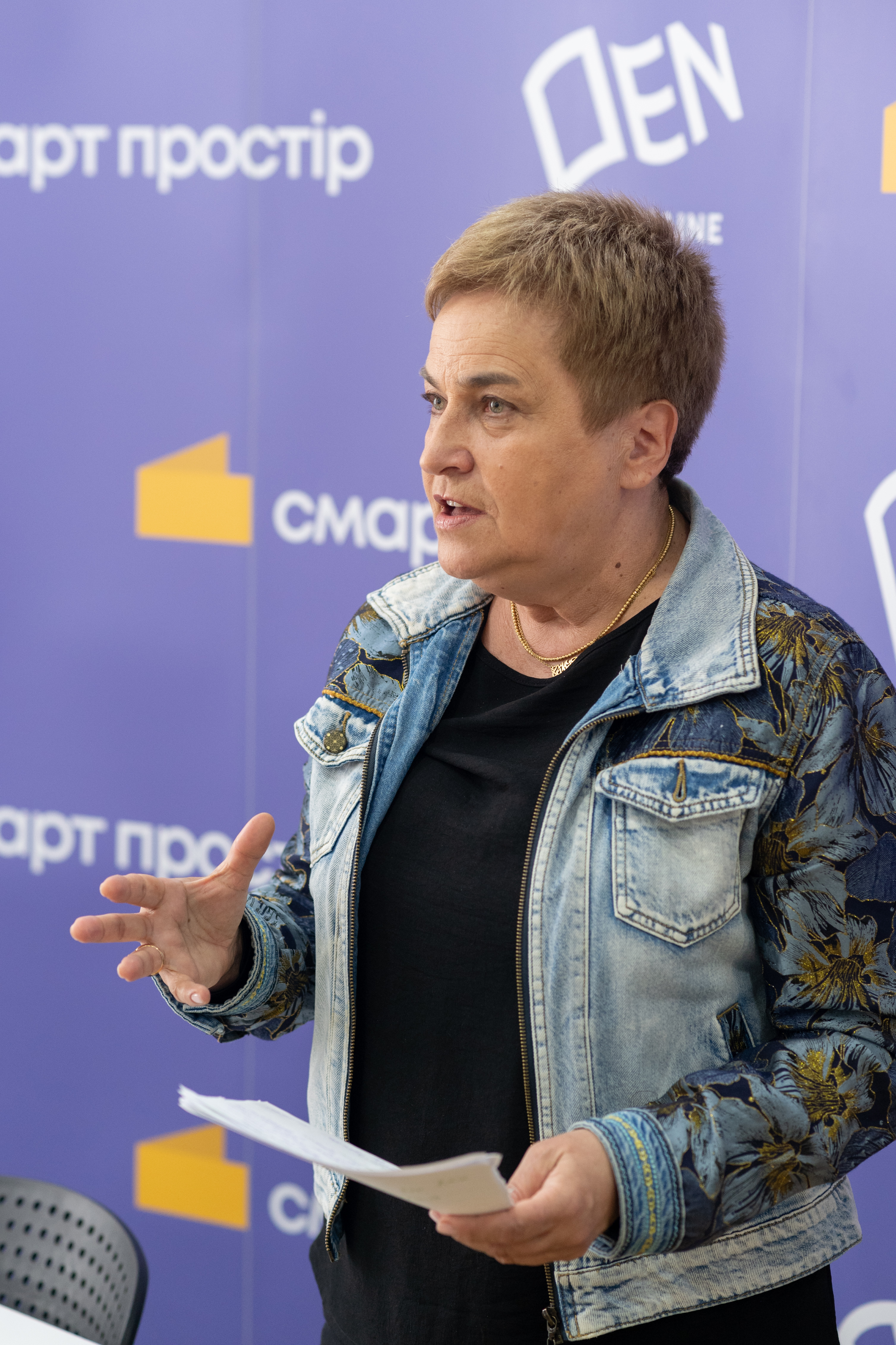
Марина Гримич. «Культурна дипломатія в умовах війни» у рамках «Інтелектуальних студій» від Смарт Простору та PEN Ukraine (20 травня 2023 року, Київ)

Бувши студенткою, почала публікуватися як перекладач зі словенської, сербохорватської та македонської мов. У цей час з'явилися також її перші поетичні добірки в журналах «Дніпро» та «Жовтень». З 2000 року публікується як прозаїк і автор публіцистичних та літературно-критичних дописів.
Автор опублікованих 17 різножанрових романів, 1 повісті, 1 науково-популярної, 3 перекладних книг, цілого ряду публіцистичних та літературно-критичних статей.
Лауреат Всеукраїнського літературного конкурсу «Коронація слова» (2000, 2001 — дипломант, 2002 — перша премія конкурсу за роман «Егоїст»).
Член Спілки письменників України (2004).
Романи
- Ти чуєш, Марго?: Роман. — Л. : Аверс, 2000. — 214с. (премія Всеукраїнського літературного конкурсу «Коронація слова», 1999). Друге видання — К.: Дуліби, 2012[3].
- Варфоломієва ніч: Роман. — Львів : Кальварія, 2002. — 159с. : іл. — (премія конкурсу «Коронація слова», 2000).[4][5]
- Магдалинки: Роман. — Л. : Кальварія, 2003. — 147с. Друге видання — К.: Дуліби, 2016. — 240 с.[6]
- Еґоїст: Роман. — Л. : Кальварія, 2003. — 225с.; 2-е видання: К.: «Дуліби», Київ, 2007. — 324 с. (Серія «dé·jà vu»). Перша премія Всеукраїнського літературного конкурсу «Коронація слова», 2002.[7][8][9]
- Мак червоний в росі…: Роман // Георгій Якутович (худож.). — К. : Дуліби, 2005. — 192 с. Друге видання — К.: Дуліби, 2016. — 192 с.[10]
- Фріда: Роман. — К. : Дуліби, 2005. — 192 с. Друге видання — К.: Дуліби, 2016. — 192 с.[11][12].
- Пор'ядна львівська пані: Роман. К.: Дуліби, 2006, серія text-драйв. Друге видання — К.: Дуліби, 2008, серія «Книжечка для дамської сумочки», 124 с. Третє видання — К.: Дуліби, 2011.Четверте видання — К.: Дуліби, 2013. Під псевдонімом Люба Клименко.
- Великий секс у Малих Підгуляївцях: Роман. К.: Дуліби, 2006. (Під псевдонімом Люба Клименко).
- Paloma Negra (Чорна голубка): Роман. К.: Дуліби, 2008. (Під псевдонімом Люба Клименко).
- У світі твар… пардон мужчин. Посібник для жінок з полювання на мужчин. К.: Дуліби, 2009. — 168 с. (Під псевдонімом Люба Клименко).
- Антипедагогічна поема: Роман. — К. : Дуліби, 2010—136 с. (Під псевдонімом Люба Клименко).
- Острів білої сови: Роман. — К. : Дуліби, 2010, — 160с. (Серія «Склянка крові з льодом»)[13]
- Second Life (Друге життя): Роман. — К. : Дуліби, 2010—162с. (Серія «Deja vu»).[14][15]
- Ієрогліф кохання: Мелодрама. — К. : Дуліби, 2011. — 120 с.(під псевдонімом Люба Клименко).
- Вуле ву чайок, мсьє?: Повість. — К.: Дуліби, 2013. — 84 с.[16][17]
- Вибрані хіти: збірник романів (У світі твар… пардон мужчин, Великий секс у Малих Підгуляївцях, Paloma Negra). — К.: Дуліби, 2014. — 428 с. Під псевдонімом Люба Клименко.[18]
- Бранзолія. Подорожні записки. — К.: Дуліби, 2015. — 152 с.[19][20][21][22]
- Маміглапінатапеї, або Любов у київській комуналці. — К.: Дуліби, 2016. — 160 с. Під псевдонімом Люба Клименко.
- Падре Балтазар на прізвисько Тойво: Роман. — К.: Нора-друк, 2017.[23]
- Ажнабія на червоній машині: Роман. — К.: Нора-друк, 2018.
- Клавка: Роман. — К.: Нора-друк, 2019.[24]
- Юра: Роман. — К.: Нора-друк, 2020.[25]

Аудіокниги:
- Ти чуєш, Марго?
- Мак червоний в росі

## Видавнича діяльність
У 2004 р. заснувала і очолила видавництво «Дуліби»[1], що спеціалізується на виданні сучасної української літератури і наукової та науково-популярної літератури антропологічного, етнологічного та історичного спрямування.
У 2005, 2006 рр. видавництво здобуло ряд нагород Форуму видавців у Львові. У 2010 р. опублікований у видавництві роман Галини Пагутяк «Слуга із Добромиля» здобув Шевченківську премію. У 2014 р. її видавництво здобуло першу нагороду «Книга року» від Державного комітету з книговидання за публікацію роману Сергія Батурина «Кава по-польськи». Книги видавництва регулярно входять в короткий список кращих книжок року за оцінкою Всеукраїнської рейтингової акції «Книжка року» в категоріях «Минувшина», «Візитівка», «Красне письменство»; у 2015 році здобула першу премію в категорії «Минувшина» за видання «Народна культура українців. Життєвий цикл людини». — Т. 5: Старість. Смерть. Культура вшанування небіжчиків / за наук. ред. Марини Гримич. — К.: Дуліби, 2015.

## Наукова творчість
Наукову діяльність розпочала в Інституті мистецтвознавства, фольклору та етнографії імені М. Т. Рильського АН УРСР як фольклорист та етнограф. Працюючи в Міжнародній школі україністики, розробляла методику викладання української мови як іноземної. На історичному факультеті Київського національного університету імені Тараса Шевченка викладала навчальні курси з етнології та антропології. Докторська дисертація про звичаєве право написана на стику дисциплін — етнології, історії та правознавства (історія та теорія права). Досвідчений польовик: об'їздила з етнологічно-антропологічними експедиціями всю Україну та ряд зарубіжних країн.
Автор 5 персональних монографій, 2 підручників (у співавторстві) і понад двохсот наукових та науково-популярних статей.
За монографію «Інститут власності у звичаєво-правовій культурі українців XIX — початку XX ст.» здобула премію Тараса Шевченка Київського національного університету імені Тараса Шевченка (2004).
Коло наукових інтересів: антропологія простору, історія міграцій, антропологія війни та протесту, антропологія порубіжжя, методика польових досліджень, традиційна культура, фольклор, постфолькор, комунікативна методика викладання української мови як іноземної, історія зарубіжної україністики, історія українських міграцій, юридична антропологія.
Основні наукові праці — персональні монографії
- Гримич М. В. Традиційний світогляд та етнопсихологічні константи українців (Когнітивна антропологія). — К. : Віпол, 2000. — 380с.
- Гримич М. В. Інститут власності у звичаєво-правовій культурі українців ХІХ– початку ХХ ст. — К.: Інтертехнодрук, 2014. Друге видання: Гримич М. В. Звичаєве цивільне право українців 19-початку 20 століття. — К.: Арістей, 2006. — 560с.[26]
- Гримич М. В. Нариси з українсько-канадської фольклористики: Богдан Медвідський. — К.: Дуліби, 2016. — 312 с.
- Гримич М. В. Життя під піньорами: Культурний ландшафт українських поселень Бразилії. — К.: Дуліби, 2016. — 704 с.[27]
- Гримич М. В. Антропологія війни. Case study: Дивізія «Галичина». — К.: Дуліби, 2017.

## Наукові проєкти
Є керівником і науковим редактором широкомасштабних колективних наукових проєктів «Народна культура українців. Життєвий цикл людини» (традиційна культура українців з погляду гендерно-вікової стратифікації), «Антропологія простору», «Історія, теорія та практика польових досліджень» «Українська канадіана» (разом з В. Кіпіані), «Українці Бразилії».
Видання
- «Народна культура українців. Життєвий цикл людини»: у 5 т. / за наук. ред. М. Гримич.  – К.: Дуліби, 2008—2015.
  - Т.1: Діти. Дитинство. Дитяча субкультура. — К.: Дуліби, 2008. — 400 с. Друге видання — К.: Дуліби, 2016. — 408 с.
  - Т. 2: Молодь. Молодість. Молодіжна субкультура. — К.: Дуліби, 2010. — 568 с.
  - Т. 3: Зрілість. Жіноцтво. Жіноча субкультура. — К.: Дуліби, 2012. — 568 с.
  - Т. 4: Зрілість. Чоловіки. Чоловіча субкультура субкультура. — К.: Дуліби, 2013. — 584 с.
  - Т. 5. Старість. Смерть. Культура вшанування небіжчиків. — К.: Дуліби, 2015. — 429 с.
- «Антропологія простору»: у 4 т. / за наук. ред. М. Гримич.  – К.: Дуліби, 2017–
  - Т. 1: Культурний ландшафт Києва та околиць. — К.: Дуліби, 2017. — 316 с.[28]
- «Поле: Збірник наукових праць з історії, теорії та практики польових досліджень»: у 5 т. / за наук. ред. М. Гримич.  – К.: Дуліби, 2014 — **  Т. 1: Вступ до спеціальності. — К.: Дуліби, 2014. — 320 с.
- «Українська канадіана: збірник праць з історії українців Канади»: у 4 т. / за наук. ред. М. Гримич. — К.: Дуліби, 2016 — **  Т. 1: Піонерський період. — К.: Дуліби, 2016. — 288 с.
- «Українці Бразилії / Os Ucranianos do Brasil / Ukrainians in Brazil» / гол. наук. ред. М. Гримич. — К.: Дуліби, 2011.

## Нагороди
- Премія імені Дмитра Нитченка (Україна, 2019)[29]